# Glicoma

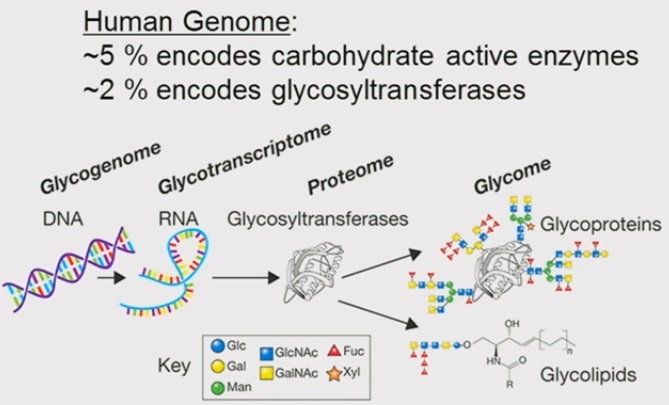
El glicoma se compone de glicoproteínas y glicolípidos.

El glicoma es el complemento entero de azúcares, bien libres, bien presentes en moléculas más complejas, de un organismo. Una definición alternativa es la totalidad de carbohidratos en una célula. El glicoma puede constituir una de las entidades más complejas en la naturaleza. El glicoma se estudia en la glicobiología, a veces referida como glicómica.
El glicoma excede la complejidad del proteoma como resultado de la diversidad cada vez más grande de los carbohidratos constituyentes del glicoma, y se complica adicionalmente por la multiplicidad de posibilidades en la combinación e interacción de los carbohidratos unos con otros y con las proteína.
Ajit Varki, profesor de medicina y biología celular y molecular, y director del Glycobiology Research and Training Center en la Universidad de California, San Diego, afirma que el glicoma es "probablemente cientos de veces más complicado que el genoma, en magnitud de complejidad y nivel de diversidad". (Perkel 2002)